# Cucullia lignata
Cucullia lignata là một loài bướm đêm trong họ Noctuidae.